# 阮文饶
阮文饶（1957年12月8日—），生於越南安江省，越南政治人物，曾于2008年8月23日至2011年8月3日期间担任越南国家银行行长，后调任越南国会经济委员会主任。